# Караулов, Пётр Иванович
Пётр Иванович Караулов (1738—1780) — русский военный, полковник артиллерии.

## Биография
Родился в 1738 году.
По состоянию на 12 апреля 1771 года имел чин капитана артиллерии.
Военную службу окончил в чине полковника артиллерии (ранг бригадира армии).
Умер 24 июня 1780 года.

## Награды
- Награждён орденом Св. Георгия 3-й степени, будучи в чине капитана (№ 3489; 6 июня 1821): «При городе Журже в сражении оказал отличное искусство в своем звании и в завладении находящагося там замка был виновником».[2]
- Также награждён другими орденами Российской империи.